# Miho Saeki
Pour les articles homonymes, voir Saeki.
Miho Saeki (佐伯 美穂, Saeki Miho), née le 18 mars 1976 à New York, États-Unis, est une joueuse de tennis japonaise, professionnelle de 1994 à 2007.
En 1998, elle a joué le 3e tour à Roland-Garros (battue par Chanda Rubin). Il s'agit de sa meilleure performance en simple dans une épreuve du Grand Chelem.
Elle a joué dans l'équipe japonaise de Fed Cup en 1998 et 1999.
Pendant sa carrière, Miho Saeki a remporté quatre titres WTA en double dames, dont trois associée à sa compatriote Yuka Yoshida.

## Palmarès

### Titres en double dames
| No | Date       | Nom et lieu du tournoi                 | Catégorie | Dotation  | Surface    | Partenaire     | Finalistes                     | Score         |          |
| -- | ---------- | -------------------------------------- | --------- | --------- | ---------- | -------------- | ------------------------------ | ------------- | -------- |
| 1  | 10/04/1995 | Japan Open Tokyo                       | Tier III  | 161 250 $ | Dur (ext.) | Yuka Yoshida   | Kyoko Nagatsuka Ai Sugiyama    | 6-7, 6-4, 7-6 | Parcours |
| 2  | 14/10/1996 | Nokia Open Pékin                       | Tier IV   | 107 500 $ | Dur (int.) | Naoko Kijimuta | Yuko Hosoki Kazue Takuma       | 7-5, 6-4      | Parcours |
| 3  | 18/11/1996 | Volvo Women’s Open Pattaya             | Tier IV   | 107 500 $ | Dur (ext.) | Yuka Yoshida   | Tina Križan Nana Miyagi        | 6-2, 6-3      | Parcours |
| 4  | 14/02/2005 | M. Keegan & Cellular South Cup Memphis | Tier III  | 170 000 $ | Dur (int.) | Yuka Yoshida   | Laura Granville Abigail Spears | 6-3, 6-4      | Parcours |

### Finale en double dames
Aucune

## Parcours en Grand Chelem

### En simple dames
| Année | Open d'Australie | Open d'Australie | Internationaux de France | Internationaux de France | Wimbledon       | Wimbledon       | US Open         | US Open         |
| ----- | ---------------- | ---------------- | ------------------------ | ------------------------ | --------------- | --------------- | --------------- | --------------- |
| 1997  | 1er tour (1/64)  | Magüi Serna      | 1er tour (1/64)          | Monica Seles             | 1er tour (1/64) | Patricia Hy     | 1er tour (1/64) | Janet Lee       |
| 1998  | 2e tour (1/32)   | Ai Sugiyama      | 3e tour (1/16)           | Chanda Rubin             | 1er tour (1/64) | Kristie Boogert | 2e tour (1/32)  | Amélie Mauresmo |
| 1999  | 2e tour (1/32)   | Anna Kournikova  | 1er tour (1/64)          | M. A. Sánchez            | 2e tour (1/32)  | Amanda Coetzer  | -               | -               |

À droite du résultat, l’ultime adversaire.

### En double dames
| Année | Open d'Australie             | Open d'Australie          | Internationaux de France     | Internationaux de France  | Wimbledon                   | Wimbledon               | US Open                      | US Open                  |
| ----- | ---------------------------- | ------------------------- | ---------------------------- | ------------------------- | --------------------------- | ----------------------- | ---------------------------- | ------------------------ |
| 1995  | -                            | -                         | 1er tour (1/32) Yuka Yoshida | G. Fernández N. Zvereva   | -                           | -                       | -                            | -                        |
| 1996  | 2e tour (1/16) Yuka Yoshida  | Yayuk Basuki Caroline Vis | -                            | -                         | -                           | -                       | 1er tour (1/32) Yuka Yoshida | Jana Novotná A. Sánchez  |
| 1997  | 1er tour (1/32) Yuka Yoshida | P. Langrová L. Němečková  | 2e tour (1/16) Yuka Yoshida  | MJ Fernández Lisa Raymond | 2e tour (1/16) Yuka Yoshida | Chanda Rubin B. Schultz | 1er tour (1/32) Yuka Yoshida | Katrina Adams K. Boogert |
| 1998  | 1er tour (1/32) Yuka Yoshida | M. Hingis Mirjana Lučić   | 1er tour (1/32) Yuka Yoshida | Likhovtseva Ai Sugiyama   | 2e tour (1/16) Kim Eun-ha   | Rita Grande G. Helgeson | 1/4 de finale Yuka Yoshida   | L. Davenport N. Zvereva  |
| 1999  | 1er tour (1/32) Yuka Yoshida | S. Appelmans M. Oremans   | 2e tour (1/16) Yuka Yoshida  | A. Fusai N. Tauziat       | 1er tour (1/32) Rita Grande | A. Olsza L. Osterloh    | 1er tour (1/32) Yuka Yoshida | S. Williams V. Williams  |
| 2002  | -                            | -                         | -                            | -                         | -                           | -                       | 1er tour (1/32) Ai Sugiyama  | Chanda Rubin N. Zvereva  |

Sous le résultat, la partenaire ; à droite, l’ultime équipe adverse.

## Parcours en Fed Cup
| #                                                                    | Date       | Lieu      | Surface      | Gagnante(s)  | Perdante(s)    | Score         |          |
|                                                                      |            |           |              |              |                |               |          |
| 1998 - Barrage (groupe mondial II) - Corée du Sud - Japon - 1 : 4    |            |           |              |              |                |               |          |
| 1                                                                    | 25/07/1998 | Séoul     | Terre (ext.) | Miho Saeki   | Kim Eun-ha     | 2-6, 6-4, 6-4 | Parcours |
| 1                                                                    | 25/07/1998 | Séoul     | Terre (ext.) | Miho Saeki   | Cho Yoon-jeong | 6-4, 6-3      | Parcours |
|                                                                      |            |           |              |              |                |               |          |
| 1999 - 1/4 de finale (groupe mondial II) - Allemagne - Japon - 3 : 2 |            |           |              |              |                |               |          |
| 2                                                                    | 24/04/1999 | Hambourg  | Terre (ext.) | Andrea Glass | Miho Saeki     | 6-3, 6-4      | Parcours |
| 2                                                                    | 24/04/1999 | Hambourg  | Terre (ext.) | Elena Wagner | Miho Saeki     | 7-68, 6-3     | Parcours |
|                                                                      |            |           |              |              |                |               |          |
| 1999 - Barrage (groupe mondial II) - Pays-Bas - Japon - 2 : 1        |            |           |              |              |                |               |          |
| 3                                                                    | 21/07/1999 | Amsterdam | Dur (ext.)   | Miho Saeki   | Miriam Oremans | 6-3, 6-4      | Parcours |
|                                                                      |            |           |              |              |                |               |          |
| 1999 - Barrage (groupe mondial II) - Japon - Slovénie - 2 : 1        |            |           |              |              |                |               |          |
| 4                                                                    | 22/07/1999 | Amsterdam | Dur (ext.)   | Tina Pisnik  | Miho Saeki     | 2-6, 6-2, 7-5 | Parcours |

## Classements WTA en fin de saison

### En simple
| Année | 1993 | 1994 | 1995 | 1996 | 1997 | 1998 | 1999 | 2000 | 2001 | 2002 | 2003 | 2004 | 2005 | 2006 | 2007 |
| Rang  | 697  | 454  | 234  | 120  | 75   | 88   | 121  | -    | 173  | 199  | 269  | 246  | 208  | 287  | 706  |

Source : (en) « Classements de Miho Saeki », sur le site officiel du WTA Tour

### En double
| Année | 1994 | 1995 | 1996 | 1997 | 1998 | 1999 | 2000 | 2001 | 2002 | 2003 | 2004 | 2005 | 2006 |
| Rang  | 332  | 99   | 65   | 79   | 64   | 90   | -    | 177  | 223  | 510  | 192  | 186  | 484  |

Source : (en) « Classements de Miho Saeki », sur le site officiel du WTA Tour